# Sigge Parling
Sigvard Emanuel Parling (26 de março de 1930 — 17 de setembro de 2016) foi um futebolista sueco. Ele competiu na Copa do Mundo FIFA de 1958, sediada na Suécia, na qual a seleção de seu país foi a vice-campeã.
Em relato à Revista Trivela, contou o sentimento geral antes e após a final:
| “ | Naquela hora (em que começou a chover, pouco antes da partida), pensamos: 'como enfrentar um time tão rápido com o gramado molhado? (…) O Brasil tinha um time homogêneo. Pelé e Garrincha eram bons, mas a equipe contava com jogadores excepcionais em todas as posições. Para nós, chegar até lá já era uma grande surpresa (…). Perdemos, mas aqueles jogadores brasileiros nos fascinavam | ” |

Também comentou a respeito da decisão ao site Trivela:
| “ | Mesmo sem Pelé aquele time brasileiro de 58 era muito bom. Pelé era jovem e surgiu só mais tarde. O segredo do Brasil era ser um time homogêneo. Mas foi legal jogar contra o Pelé. Ele não saiu muito para o jogo no primeiro tempo, mas no segundo sim e inclusive fez gols, mas eu destacaria também Garrincha, Didi, Vavá e Zagallo, que eram grandes jogadores também. (…) De certa forma Pelé nos fascinava. Ele apareceu muito bem na semifinal contra a França e foi melhorando, só se tornou fundamental para o time depois. (…) O Garrincha decidiu o jogo, ele correu muito pelas laterais do campo, fez 1 a 1 e o 2 a 1 e então os brasileiros ficaram confiantes para jogar o segundo tempo. Nós, de certa forma, já estávamos contentes em estar na final e justamente contra o Brasil não fizemos nossa melhor partida. Na semifinal, fomos verdadeiros guerreiros contra os alemães. O Brasil nunca mais teve uma seleção tão homogênea como aquela, sempre conseguiu formar bons times, mas sempre com algum ponto fraco. | ” |

Em seus últimos anos, dedicava-se à criação de cavalos.
Morreu em 17 de setembro de 2016, aos 86 anos.